# Pittsworth Sentinel
O Pittsworth Sentinel é um jornal semanal de Pittsworth, Queensland, Austrália.

## Digitalização
O jornal foi digitalizado como parte do Programa de Digitalização de Jornais Australianos da Biblioteca Nacional da Austrália.